# Абу Мансур Нізар
Абу Мансур Нізар (1045 — 1095), (араб. أبومنصور نزار المصطفى لدين الله) — старший син ісмаїлітського халіфа Мустансира з династії Фатімідів.

Був призначений наступником  батька, однак потім рішення батька було змінено на користь його молодшого брата Абу аль Касима Ахмада, що спричинило розкол серед ісмаїлітів на нізаритів і мусталітів.
Після смерті батька Нізар утік до Александрії, де  оголосив себе халіфом. 1095 року Нізара було схоплено й убито у в’язниці, однак його прихильники вважали його гіпотетичного нащадка «прихованим імамом».